# Byskeälven
Byskeälven este o arie protejată (arie specială de conservare — SAC, sit de importanță comunitară — SCI) din Suedia întinsă pe o suprafață de 3.080,2 ha, integral pe uscat.

## Localizare
Centrul sitului Byskeälven este situat la coordonatele 65°12′32″N 20°17′13″E / 65.209°N 20.287°E.

## Înființare
Situl Byskeälven a fost declarat sit de importanță comunitară în decembrie 1998 pentru a proteja 5 specii de animale. Situl a fost protejat și ca arie specială de conservare în martie 2011.

## Biodiversitate
Situată în ecoregiunea boreală, aria protejată conține 3 habitate naturale: Lacuri și iazuri distrofice naturale, Râuri naturale fino-scandinave, Cursuri de apă de la nivel de câmpie la nivel montan, cu vegetație Ranunculion fluitantis și Callitricho-Batrachion.
La baza desemnării sitului se află mai multe specii protejate:
- mamifere (1): vidră de râu (Lutra lutra)
- nevertebrate (2): Dytiscus latissimus, Margaritifera margaritifera
- pești (2): zglăvoacă (Cottus gobio), somonul (Salmo salar)